# Fortunato Carranza
Fortunato Carranza Sánchez (* Ambo, Huánuco, 14 de octubre de 1896 - † Lima, 19 de enero de 1988), químico, catedrático e investigador peruano. Rector de la Universidad de San Marcos.

## Biografía
Hijo de Baldomero Carranza y Adela Sánchez. Inició sus estudios en el Colegio Nacional de Minería de Huánuco, los continuó en Lima donde ingresó a la Universidad de San Marcos. Obtuvo los grados de Bachiller (1920) y Doctor en Ciencias (1921).
Incorporado inmediatamente a la docencia como jefe de trabajos prácticos en la Facultad de Ciencias y el Instituto de Farmacia (1920), ocupando las cátedras de Bromatología en la Facultad de Farmacia y Bioquímica (1924-1956), en la cual ejerció el decanato (1945-1956), y la de Merceología en la Facultad de Ciencias Económicas (1942-1956), además de ejercer su profesión en la Facultad de Medicina. Elegido vicerrector, ejerció el rectorado interinamente (1955-1956).
Introdujo en el país los métodos basados en el empleo de luz ultravioleta o de Wood, de microscopio de contraste de fases y de células fotocolorimétricas. Además sirvió también en la Aduana del Callao (1925-1955). Retirado de la cátedra, pasó a Ginebra como consultor de un organismo de la Naciones Unidas creado para controlar el uso de la cocaína y otros alcaloides.
Fue el principal propulsor para la creación de la Sociedad Química del Perú.

## Obras
- El índigo (tesis de bachillerato, 1920)
- Sinopsis histórico-científica de la industria minera en el Perú (tesis doctoral, 1921)
- Gravitación del prejuicio ocupacional en nuestro proceso cultural y económico (1934)
- Estudio de los aguardientes en el Perú (1938)
- Notas y conferencias (1940)
- En las rutas de la enseñanza (1945)
- Con un interés en la mente (1951)
- En el último panorama universitario (1956)
- Tardes de estudios y meditaciones (1965)

| Predecesor: Mariano Iberico | Rector de la Universidad de San Marcos Interino 1955 - 1956 | Sucesor: Aurelio Miró Quesada |